# Bally Sagoo
Bally Sagoo (né Sagoo Baljit Singh) est un DJ et musicien britannique, né dans le quartier de Ranjit Nagar, à Delhi, en Inde. Il a grandi à Birmingham, en Angleterre, dans un quartier à prédominance métissée, influencé par la disco, et le rap et du Motown. Il a acquis un succès progressif en tant que DJ dans la scène locale et fusionnant des bandes-sons issues des succès de Bollywood avec le hip-hop. Il est largement crédité comme l'un des pionniers de ce qui constitue maintenant la musique indienne moderne. Avec son Bollywood Flashback, sorti en 1994 et vendu à plus d'un million d'exemplaires, il acquiert une notoriété importante.
Bally dirige une société de production nommée Ishq Records, qui gère plusieurs artistes comme la Bohemia et Gunjan. Il a travaillé à deux reprises avec le chanteur de pop pakistanais Hadiqa Kiyani et a produit l'album Magic Touch de Nusrat Fateh Ali Khan.

## Discographie
- Bally Sagoo In The Mix
- Bollywood Flashback (1994, Columbia)
- Essential Ragga (1992, Oriental Star)
- Rising From The East (1996, Higher Ground/Columbia)
- Star Crazy (1991)
- Star Crazy 2 (1997)
- The Story So Far
- Soundtracks For Your Life (1999, Omni Park)
- Bollywood Flashback 2 (2000, Oriental Star)
- Dub of Asia (2000, Ishq)
- Wham Bam Bhangra Remixes
- Wham Bam V.2: Second Massacre
- Asian Groove (Putumayo World Music compilation, 2002), piste #10 "Noorie"
- Anything But Silent (EP) (2001)
- Hanji (2003, Ishq)
- Sajna Ve Sajna - Punjabi Film Soundtrack (2007, T-Series)
- Bally Sagoo - Revolution The Dub Factory - Qawali Meets Root Reggae (2008)